# Beur TV

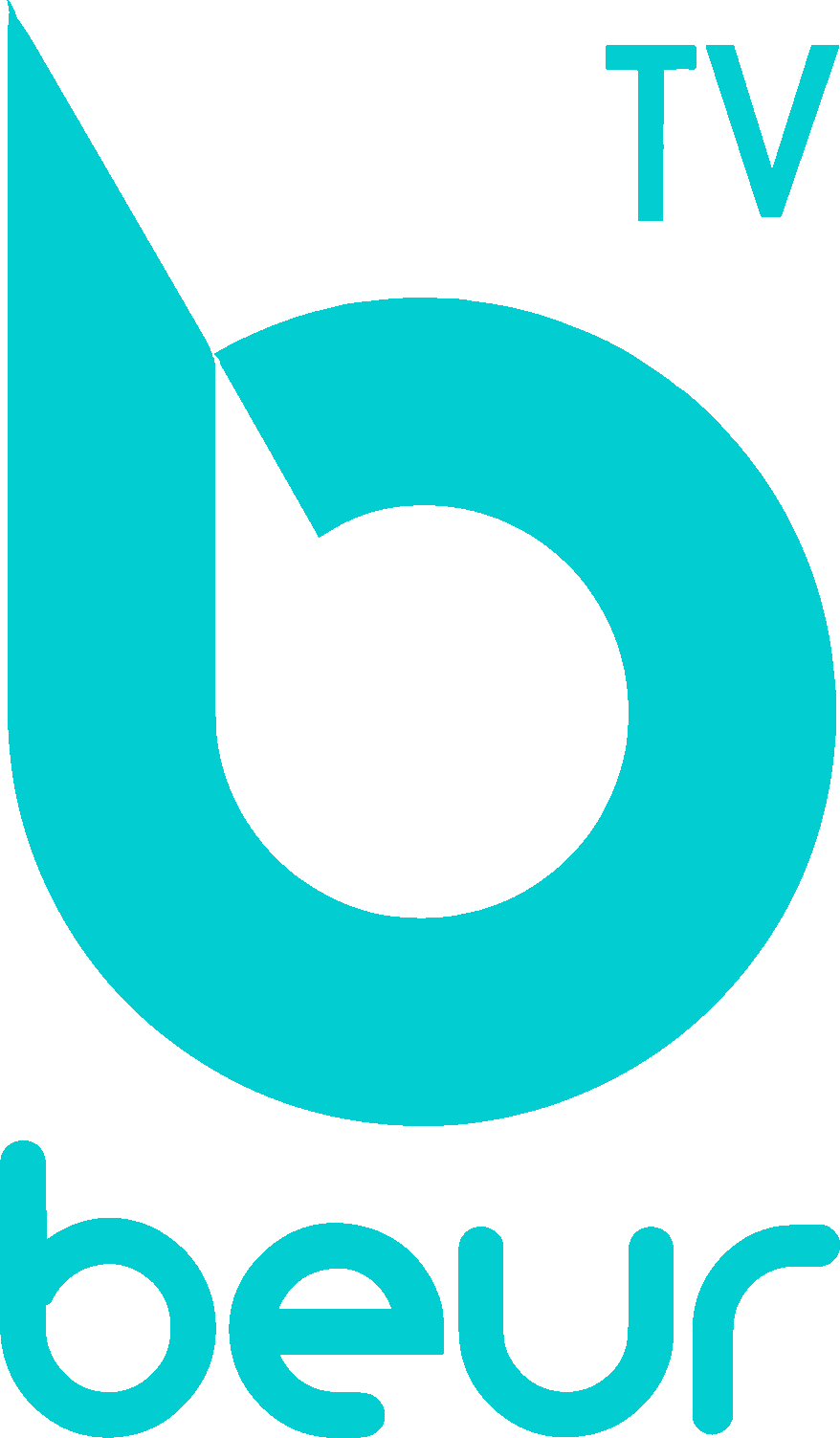
Logo Beur TV

Beur TV – francuskojęzyczna stacja telewizyjna nadawana z Paryża, dostępna także na dekodery cyfrowe. Stacja powstała 1 kwietnia 2003 roku i skierowana jest przede wszystkim do publiczności związanej z Maghrebem. Jej fundatorem jest Nacer Kettane. Program nadawany jest free-to-air z satelity Yahsat 1A i Nilesat 201 i jest dostępny w Europie, na Bliskim Wschodzie i w Afryce Północnej.